# Delassor andigenus
Delassor andigenus är en insektsart som först beskrevs av Jacobi 1908.  Delassor andigenus ingår i släktet Delassor och familjen spottstritar. Inga underarter finns listade i Catalogue of Life.